# هنکل‌دندان
هنکل‌دندان(نام علمی: Henkelodon naias) نام یک گونه از تیره چندتکمیزه‌ایان پولچوفاتیدا است.